# Malcolm Holcombe
Malcolm Holcombe, född 2 september 1955 i Weaverville i Buncombe County, North Carolina, död 9 mars 2024, var en amerikansk singer-songwriter.

## Biografi
Som ung förlorade han båda sina föräldrar med några års mellanrum och fram tills musikkarriären tog fart försörjde han sig på enklare restaurangarbeten. Han spelade in sin debutskiva Trademark på Upstream Records, i delstaten Florida där han bodde några år. Hösten 1990 flyttade han till Nashville, där hans popularitet ökade drastiskt och där de flesta av hans skivor spelats in. Uppföljaren till debutskivan lät vänta på sig tills 1994. Detta på grund av personliga problem. Han har med sin skrovliga röst jämförts med bland annat Tom Waits och John Prine.

## Diskografi
- Trademark (1985, LP)
- A Far Cry From Here (1994)
- A Hundred Lies (1996; nyutgåva 1999)
- Jelly Roll Johnson and a Few Close Friends (1999)
- Another Wisdom (2003)
- I Never Heard You Knockin’ (2005)
- Not Forgotten (2006)
- Wager (2007, 5 spårs-ep)
- Gamblin’ House (2008)
- For the Mission Baby (2009)
- To Drink the Rain (2011)
- Down the River (2012)
- Brewery Lane Theatre (2014)
- Pitiful Blues (2014)
- The RCA Sessions (2015)

– Källor: 